# 北条定長
北条 定長（ほうじょう さだなが、生没年不詳）は、鎌倉時代の武士。名越流北条氏出身。父は北条時長、母は未詳。官途は正五位上、備前守。父時長も備前守であったことから、自らが備前守に着任する以前は備前太郎と名乗っていた。系図によっては宗長（むねなが）という別名も記載されている。
史料には『吾妻鏡』の弘長3年（1263年）の記事に供奉人として登場するのみであり、顕著な業績はなく、事績は明細ではないが、父時長の地位、役職をそのまま踏襲したと考えられている。
定長は東漸寺と号して富岡に住居を構えた。東漸寺とは神奈川県横浜市磯子区杉田にある臨済宗の寺院で、「北条備前守宗長」を開基としている。
没年については、『武家年代記』の延慶2年（1309年）の記事に「名越備前前々宗長法師」なる人物の訃報が掲載されているが、定長の甥（兄・長頼の子）にも宗長という人物がいるため、明確に区別出来ておらず、未詳である。